# Yoichi

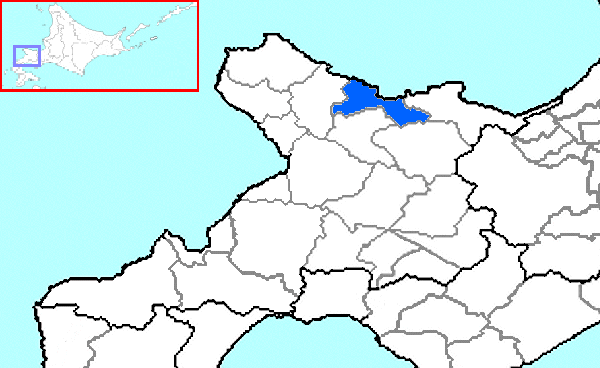
Położenie Yoichi

Yoichi (jap. 余市町 Yoichi-chō) – miasto w Japonii, na wyspie Hokkaido, w podprefekturze Shiribeshi, u nasady półwyspu Shakotan, nad zatoką Ishikari. Miejscowość ma powierzchnię 140,59 km². W 2020 r. mieszkało w niej 18 000 osób, w 8 235 gospodarstwach domowych  (w 2010 r. 21 258 osób, w 8 997 gospodarstwach domowych) .